# Milone di Taranto
Milone di Taranto (Μίλων in greco; 310 a.C. – 260 a.C.) è stato un militare greco antico.
Nel 280 a.C., Milone, a capo di 3000 uomini, fu inviato a Taranto da Pirro, re d'Epiro, come sua avanguardia. Prese parte alla battaglia di Eraclea e continuò la guerra contro i romani durante la spedizione di Pirro in Sicilia, nel 277 a.C. e 276 a.C. Nel 275 a.C. con il ritorno di Pirro in Epiro, venne nominato governatore della città e dell'arsenale di Taranto. Nel 272 a.C., sotto le pressioni del console romano Lucio Papirio Cursore, lasciò Taranto e si rifugiò in Epiro.